# Sven Nylander
Pour les articles homonymes, voir Nylander.
Sven Nylander (né le 1er janvier 1962 à Varberg) est un ancien athlète suédois spécialiste du 400 mètres haies.

## Palmarès

### Jeux olympiques d'été
- Athlétisme aux Jeux olympiques de 1984 à Los Angeles,  États-Unis
  - 4e sur 400 m haies
- Athlétisme aux Jeux olympiques de 1996 à Atlanta,  États-Unis
  - 4e sur 400 m haies

### Championnats d'Europe d'athlétisme
- Championnats d'Europe d'athlétisme 1986 à Stuttgart,  Allemagne
  -  Médaille de bronze sur 400 m haies
- Championnats d'Europe d'athlétisme 1990 à Split,  Yougoslavie
  -  Médaille d'argent sur 400 m haies
- Championnats d'Europe d'athlétisme 1994 à Helsinki,  Finlande
  -  Médaille d'argent sur 400 m haies